# Попова, Валентина Николаевна
Попова Валентина Николаевна — доктор филологических наук, профессор кафедры русского языка и литературы Шымкентского государственного педагогического института (г. Шымкент, Казахстан). Ученый-ономаст, исследователь топонимии Казахстана, автор «Словаря географических названий Казахстана. Павлодарская область» в 2 томах. Почетная гражданка города Шымкента (2004).

## Биография
Родилась 26 февраля 1923 года в городе Павлодаре Павлодарской области.
Родители:
•	Меньщиков Иван Яковлевич, служащий (1879—1928). После смерти отца в 1931 году удочерена Поповым Николаем Зосимовичем (1869—1942).
•	Меньщикова Ольга Ефимовна (1886—1947), домохозяйка.
Сын — Пак Владимир Дмитриевич (1949 г.р.)

## Образование, ученые степени и звания
1942-1943 гг. — студентка историко-филологического факультета Казахского государственного университета им. С. М. Кирова (в настоящее время — Казахский национальный университет имени аль-Фараби, г. Алматы).
1944-1946 гг. — студентка филологического факультета Карело-Финского государственного университета (с 1956 г. — Петрозаводский государственный университет).
1966 г. — защита кандидатской диссертации «Гидронимия Павлодарской области» в Томском государственном университете. Научный руководитель лауреат Государственной премии профессор Андрей Петрович Дульзон.
1994 г. — защита докторской диссертации на тему («Структурно-семантическая природа топонимов Казахстана (сравнительно-историческое исследование») по специальности 10.02.20 — сравнительно-историческое, типологическое и сопоставительное языкознание на заседании диссертационного совета Д 14А.01.31 по защите диссертаций на соискание ученой степени доктора филологических наук при Казахском национальном университете имени аль-Фараби.
Председатель диссертационного совета — доктор филологических наук, профессор Элеонора Дюсеновна Сулейменова. Ученый секретарь — доктор филологических наук, профессор Нурсулу Жамалбековна Шаймерденова.
Официальными оппонентами на защите докторской диссертации В. Н. Поповой выступили: доктор филологических наук, профессор Александра Васильевна Суперанская, доктор филологических наук, профессор Валентина Айтешевна Исенгалиева и доктор филологических наук, профессор Мейрбек Оразович Оразов.

## Педагогическая деятельность
1947-1948 гг. — преподаватель русского языка и литературы Павлодарского педагогического училища.
1948-1949 гг. — преподаватель русского языка и литературы Чимкентского педагогического училища.
1949-1950 гг. — учитель русского языка и литературы СШ № 33 Верхне Чирчикского района Ташкентской области.
1950-1952 гг. — завуч СШ № 1 Чимкентской области.
1950-1952 гг. — завуч детского дома № 13 города Чимкента.
1953-1966 гг. — старший преподаватель кафедры русского языка учительского института, реорганизованного в 1954 г. в Чимкентский педагогический институт.
1967-1973 гг. — доцент кафедры русского языка Чимкентского педагогического института.
1973-1978 гг. — заведующая кафедрой русского языка Чимкентского педагогического института (ныне — Южно-Казахстанского государственного педагогического университета, г. Шымкент).
1979-1998 гг. — доцент кафедры русского языка Шымкентского отделения Международного казахско-турецкого университета имени А. Ясави (ныне — Шымкентский государственный педагогический университет)
1998-2010 гг. — профессор кафедры доцент кафедры русского языка Шымкентского отделения Международного казахско-турецкого университета имени А. Ясави (ныне — Шымкентский государственный педагогический университет).

## Сфера научных интересов
Круг научных интересов Валентины Николаевны охватывает различные стороны и проблемы тюркской и казахской ономастики (топонимической лексикографии, антропонимики, исторической топонимики), а также лингвокраеведения, географической терминологии, славяноведения и методики преподавания истории языковых дисциплин.

### Основные направления

#### Проблемы тюркской и казахской ономастики
Валентина Николаевна является представителем Дульзоновской топонимической школы.
Итогом 50-летней научной деятельности Валентины Николаевны стали успешно защищенные кандидатская (1966 г.) и докторская (1997 г.) диссертации, связанные с проблемами ономастического пространства Казахстана, что отражено также в ряде значимых публикаций «Основные модели названий озер Северного Казахстана» (Москва, 1965), «Гидронимические термины Павлодарской области» (Москва, 1969), «К этимологии гидронима Иртыш» (Томск, 1970), «Антропонимы в сфере русско-казахского двуязычия» (Москва, 1980), «Шагар — Ясы — Туркестан» (Шымкент, 1998), «Ареально-ретрогрессивный метод А. П. Дульзона в исследовании субстратной топонимии» (Москва, 2000), «Славянские ойконимы и антропонимы Павлодарской области» (Шымкент, 2006), «Turkestan and the element -Stan in eurasie toponumy» (International Gongress of Onomastiek Sciences. Uppsala, Швеция) и др.

#### Лексикология и лексикография
Обширный материал, собранный В. Н. Поповой во время ежегодных поездок по Павлодарскому Прииртышью, опросы местных жителей, анализ архивных материалов позволили создать уникальный «Словарь географических названий Казахстана. Павлодарская область» в 2 частях (Москва, 1994 г. — 1 издание; Павлодар, 2001 — 2 издание).

#### Краеведение
Содержание работ по данному направлению определено Валентиной Николаевной в многолетней работе по сбору краеведческого материала, результатом чего стал справочник-путеводитель «Улицы города Шымкента (Шымкент, 1983)», учебно-методическое пособие для студентов-филологов «Воспитательная роль лингвистического краеведения в ВУЗе» (1990) и ряд статей «История города Шымкента в названиях его улиц» (Шымкент 1998), «Научные принципы составления информационного путеводителя-справочника „Улицы Шымкента“» (2003).

#### Учебниковедение
Результатом педагогической деятельности Поповой В. Н. стало учебно-методическое пособие для студентов филологических факультетов «Старославянский язык» (Шымкент, 1992) и «Лингвистическое обеспечение АОС по фонетике старославянского языка» (Чимкент-Минск, 1994).

## Профессиональная и общественная деятельность
1998-2010 гг. — член Казахстанского объединения преподавателей русского языка и литературы (КазПРЯЛ).
1980-2010 гг.  — член ономастической комиссии города Шымкента (Отдел развития языков, ономастики и работы с архивами)
1976-2010 гг. — директор (на общественных началах) лингвистического музея Чимкентского педагогического института (Южно-Казахстанский государственный педагогический университет).

## Награды и поощрения
1976 г. - Нагрудный знак «Отличник народного просвещения Казахской ССР».
1978 г. - Медаль «Ветеран труда».
1981 г. - Орден «Знак Почёта».
1985 г. - Медаль «За доблестный труд в Великой Отечественной войне 1941—1945 гг.».
1995 г. - Юбилейная медаль «Пятьдесят лет Победы в Великой Отечественной войне».
2004 г. — Почетный гражданин города Шымкента
2007 г. — Номинация «Известные женщины Павлодарского Прииртышья».

## Отдельные издания трудов

### Словари
1. Ономастика. Словарь географических названий Казахстана. Павлодарская область. — М.: ИЭА РАН. — Ч. 1, 1994. — 268 с.
2. Ономастика. Словарь географических названий Казахстана. Павлодарская область. — М.: ИЭА РАН. — Ч. 2, 1994. — 214 с.

### Статьи
1. Основные модели названий озер Северного Казахстана // Вопросы географии. Сборник семидесятый. — М.: Мысль, 1965. — С. 148—151.
2. Модели казахских микрогидронимов Павлодарской области // Микротопонимия. — М.: МГУ, 1966. — С. 118—123.
3. Основные модели названий озер Северного Казахстана // Изучение географических названий. Вопросы географии. — М.: Мысль, 1966. — Сб. 70. — С. 148—151.
4. Гидронимические термины Павлодарской области // Топонимика Востока. Исследования и материалы. — М.: Восточная литература, 1969. — С. 149—156.
5. Нетюркские гидронимы Павлодарской области // Происхождение аборигенов Сибири и их языков. — Томск.: ТГУ, 1969. — С. 18-20.
6. К этимологии гидронима Иртыш // Языки и топонимия Сибири. — Т. III. — Томск: Томский государственный университет, 1970. — С. 12-20.
7. Русская гидронимия Павлодарской области // Языки и топонимия Сибири. — Т. III. — Томск: Томский государственный университет, 1970. — С. 21-27.
8. Антропонимы в сфере русско-казахского двуязычия // Перспективы развития славянской ономастики. — М.: Наука, 1980. — С. 321—332.
9. Орографические термины Южного Казахстана // Ономастика Средней Азии. — Фрунзе: Илим, 1980. — С. 211—217 (соавт. Е. А. Керимбаев).
10. Отражение растительного мира в топонимах Казахстана // Тюркская ономастика. — Алма-Ата: Наука, 1984. — С. 172—181 (соавт. Т. В. Водчак).
11. Улицы Шымкента // Исторические названия — памятники культуры. — М.: Наука, 1991. — С. 201—208.
12. Гидронимические параллели Южного Казахстана и Поволжья // Ономастика Поволжья: Материалы VI конференции по ономастике Поволжья. — М., 1992. — Ч. 2. — С. 107—116. (Соавт. Б. А. Байтанаев).
13. Казахские народные археонимы // Материалы к серии «Народы и культура». Вып. ХХV. Ономастика. — М., 1993. — Кн. 1. Имя и культура. — Ч. 1. — С. 238—244. (Соавт. Б. А. Байтанаев)
14. Фитотопонимы Южно-Казахстанской области // Наука и образование — 97. — Шымкент: Полиграфия, 1997. — С. 148—152 (соавт. О. Ж. Жумашев).
15. Шагар — Ясы -Туркестан // Актуальные проблемы языкознания. — Шымкент: МКТУ имени А. Ясави, 1998. — С. 122—127.
16. История города Шымкента в названиях его улиц // Актуальные проблемы языкознания. — Шымкент: МКТУ имени А. Ясави, 1998. — С. 46-50 (соавт. Г. Ж. Бекпатшаева).
17. Ареально-ретрогрессивный метод А. П. Дульзона в исследовании субстратной топонимии // Вопросы языкознания. — 2000. — № 3-4. — С. 50-54).
18. Индоевропейский формант -ман в гидронимии Казахстана // Сравнительно-историческое и типологическое изучение языков и культур. Преподавание национальных языков. Материалы ХХII Дульзоновских чтений. — Ч. II. (Томск: ТГУ, 2000. — С. 218—222.
19. Научные принципы составления информационного путеводителя-справочника «Улицы Шымкента» // Язык и культура: функционирование и взаимодействие. — Шымкент, 2003. — С. 41-46.
20. Гидронимические термины-индикаторы Казахстана // Актуальные проблемы лингвистики и лингводидактики. — Шымкент: МКТУ имени А. Ясави, 2005. — С. 45-51.
21. Славянские ойконимы и антропонимы Павлодарской области // Актуальные проблемы филологии: Теория и методика. — Шымкент: ШИ МКТУ имени А. Ясави, 2006. — С. 21-26.